# 鄭永洙
鄭 永洙（鄭 永秀、チョン・ヨンス、朝鮮語: 정영수、1950年 - ）は、朝鮮民主主義人民共和国の政治家。労働相、朝鮮年老者保護連盟中央委員会委員長、国家計画委員会副委員長などを歴任した。

## 経歴
1950年に生まれた。出生地は不明。1998年に国家計画委員会副委員長に任命され、2001年に同委員会局長に転じた。2005年2月に労働相に任命され、朝鮮イラン親善協会委員長を兼任した。2009年3月に最高人民会議第12期代議員に選出され、第12期第1回会議、第13期第1回会議で労働相に再任された。2012年10月に朝鮮年老者保護連盟中央委員会委員長を兼任。2017年10月にアメリカ財務省によって鄭が人権侵害に関与したとして制裁対象に指定され、2019年1月に労働相を解任された。アメリカ政府による制裁指定が影響したという。

## 参考サイト
- 북한정보포털

| 先代李元一 | 労働相2005年 - 2019年 | 次代尹江浩 |